# Egyptian League of American Football 2017
La Egyptian League of American Football 2017 è stata la 3ª e ultima edizione del campionato di football americano di primo livello, organizzato dalla ELAF.
La finale è stata giocata il 7 maggio.

## Squadre partecipanti
| Club           | Città    | Stadio | Sponsor ufficiale | Risultato nella stagione 2016 |
| -------------- | -------- | ------ | ----------------- | ----------------------------- |
| Cairo Bulls    | Il Cairo |        |                   |                               |
| Cairo Gorillas | Il Cairo |        |                   |                               |
| Cairo Hawks    | Il Cairo |        |                   |                               |
| Cairo Lions    | Il Cairo |        |                   |                               |
| Cairo Mustangs | Il Cairo |        |                   |                               |
| Cairo Sharks   | Il Cairo |        |                   |                               |

## Preseason

### Week 1
| 2 dicembre 2016, ore 10:00 | Cairo Sharks | 6 – 0 | Cairo Bulls |  |

| 2 dicembre 2016, ore 14:00 | Cairo Hawks | 8 – 6 | Cairo Gorillas |  |

### Week 2
| 9 dicembre 2016, ore 13:00 | Cairo Mustangs | 0 – 8 | Cairo Gorillas |  |

| 9 dicembre 2016, ore 15:00 | Cairo Lions | 0 – 16 | Cairo Bulls |  |

### Week 3
| 16 dicembre 2016, ore 10:00 | Cairo Lions | 0 – 16 | Cairo Mustangs |  |

| 16 dicembre 2016, ore 13:00 | Cairo Sharks | 6 – 8 | Cairo Hawks |  |

## Stagione regolare

### Calendario

#### 1ª giornata
| 10 marzo 2017, ore 13:00 | Cairo Sharks | 14 – 8 | Cairo Lions |  |

| 10 marzo 2017, ore 16:00 | Cairo Hawks | 0 – 6 | Cairo Gorillas |  |

#### 2ª giornata
| 17 marzo 2017, ore 14:00 | Cairo Mustangs | 8 – 0 | Cairo Bulls |  |

| 17 marzo 2017, ore 17:00 | Cairo Sharks | 6 – 8 | Cairo Gorillas |  |

#### 3ª giornata
| 24 marzo 2017, ore 14:00 | Cairo Hawks | 24 – 0 | Cairo Bulls |  |

| 24 marzo 2017, ore 17:00 | Cairo Lions | 0 – 6 | Cairo Mustangs |  |

#### 4ª giornata
| 31 marzo 2017, ore 14:00 | Cairo Sharks | 14 – 6 | Cairo Mustangs |  |

| 31 marzo 2017, ore 17:00 | Cairo Lions | 0 – 6 | Cairo Gorillas |  |

#### 5ª giornata
| 7 aprile 2017, ore 14:00 | Cairo Gorillas | 8 – 0 | Cairo Bulls |  |

| 7 aprile 2017, ore 17:00 | Cairo Hawks | 13 – 0 | Cairo Mustangs |  |

#### 6ª giornata
| 14 aprile 2017 | Cairo Lions | 2 – 0 | Cairo Bulls |  |

| 14 aprile 2017 | Cairo Sharks | 14 – 0 | Cairo Hawks |  |

### Classifica
La classifica della regular season è la seguente:
- PCT = percentuale di vittorie, G = partite giocate, V = partite vinte,  P = partite perse, PF = punti fatti, PS = punti subiti

| Pos. | Squadra        | PCT   | G | V | N | P | PF | PS |
| ---- | -------------- | ----- | - | - | - | - | -- | -- |
| 1    | Cairo Gorillas | 1.000 | 4 | 4 | 0 | 0 | 28 | 6  |
| 2    | Cairo Sharks   | .750  | 4 | 3 | 0 | 1 | 48 | 22 |
| 3    | Cairo Hawks    | .500  | 4 | 2 | 0 | 2 | 37 | 20 |
| 4    | Cairo Mustangs | .500  | 4 | 2 | 0 | 2 | 20 | 27 |
| 5    | Cairo Lions    | .250  | 4 | 1 | 0 | 3 | 10 | 26 |
| 6    | Cairo Bulls    | .00   | 4 | 0 | 0 | 4 | 0  | 42 |

## Playoff

### Tabellone
|  | Semifinali | Semifinali     | Semifinali |             |    | II Pharaohs Bowl | II Pharaohs Bowl | II Pharaohs Bowl |  |
|  |            |                |            |             |    |                  |                  |                  |  |
|  | 1          | Cairo Gorillas | 16         |             |    |                  |                  |                  |  |
|  | 1          | Cairo Gorillas | 16         |             |    |                  |                  |                  |  |
|  | 4          | Cairo Mustangs | 18         |             |    |                  |                  |                  |  |
|  | 4          | Cairo Mustangs | 18         |             | 4  | Cairo Mustangs   | 0                |                  |  |
|  |            |                |            |             | 4  | Cairo Mustangs   | 0                |                  |  |
|  |            |                | 3          | Cairo Hawks | 28 |                  |                  |                  |  |
|  | 2          | Cairo Sharks   | 3          | Cairo Hawks | 28 | 12               |                  |                  |  |
|  | 2          | Cairo Sharks   |            |             |    | 12               |                  |                  |  |
|  | 3          | Cairo Hawks    | 14         |             |    | Finale 3º posto  | Finale 3º posto  | Finale 3º posto  |  |
|  | 3          | Cairo Hawks    | 14         |             |    |                  |                  |                  |  |
|  |            |                |            |             |    |                  |                  |                  |  |
|  |            |                |            |             |    | 1                | Cairo Gorillas   | 16               |  |
|  |            |                |            |             |    | 1                | Cairo Gorillas   | 16               |  |
|  |            |                |            |             |    | 2                | Cairo Sharks     | 14               |  |

### Semifinali
| 23 aprile 2017, ore 14:00 | Cairo Gorillas | 16 – 18 | Cairo Mustangs |  |

| 23 aprile 2017, ore 17:00 | Cairo Sharks | 12 – 14 | Cairo Hawks |  |

### Finale 3º - 4º posto
| 7 maggio 2017, ore 14:00 | Cairo Gorillas | 16 – 14 | Cairo Sharks |  |

### II Pharaohs Bowl
| 7 maggio 2017, ore 17:00 | Cairo Hawks | 28 – 0 | Cairo Mustangs |  |

## Verdetti
- Cairo Hawks Campioni dell'Egitto 2017